# 日韓歴史共同研究
日韓歴史共同研究（にっかんれきしきょうどうけんきゅう）とは、2002年から2010年まで2回にわたり日本と韓国が共同で行った歴史研究のことである。
第1回日韓歴史共同研究は、2001年の日韓首脳会談の合意に基づき、2002年から2005年にかけて行われ、2005年6月に報告書が公開された。第2回日韓歴史共同研究は、2005年の日韓首脳会談の合意に基づき、2007年から2010年にかけて行われ、2010年3月に報告書が公開された。

## 研究不成功の原因
当研究が不成功に終わった主な原因として、委員の1人である木村幹は「日韓の政治的意図の介在」「共同研究の制度的不備」「対立を解決する為の手段の準備不足(全会一致か多数決かという基本的なルールさえ存在しなかった)」の3点を挙げている。

## 日本側研究者が見た韓国側研究者の態度
この研究委員会に参加した古田博司によると、日韓の意見が対立した時に、日本側が「資料をご覧になってください」と言うと、韓国側は立ち上がって「韓国に対する愛情はないのかーっ！」と怒鳴り、日本側がさらに「資料を見てくれ」と言い返すと、「資料はそうだけれど」とブツブツ呟いて、再び「研究者としての良心はあるのかーっ！」と怒鳴ったという。このような韓国側研究者について古田は、「民族的感情を満足させるストーリーがまずあって、それに都合のいい資料を貼り付けてくるだけなので、それ以外の様々な資料を検討していくと、矛盾、欠落、誤読がいっぱい出てくる」、「要するに『自分が正しい』というところからすべてが始まっており、その本質は何かといえば『自己絶対正義』にほかならず、したがって何をやろうと彼らの『正義』は揺らがない」等々、批判的に評している。
第2回研究では、韓国側の要求により教科書が研究テーマに加わえられたが、教科書小グループの日本側委員の一人だった永島広紀によると、韓国側では日本側に無断で教科書問題を古代史の研究テーマに加えようとするなど、教科書担当以外のグループが教科書問題に介入を始めた。日本側が抗議すると、韓国側の古代史担当者の一人が「人格攻撃を受けた」と言い出し、長期間会合が紛糾したこともあったという。永島によれば、韓国側の研究者は扶桑社の『新しい歴史教科書』への攻撃に終始していた。

## 第1回報告書
- 第1分科（古代） 
  - 濱田耕策 - 「4世紀の日韓関係」
  - 金泰植 - 「4世紀の韓日関係史－広開土王陵碑文の倭軍問題を中心に－」
  - 石井正敏 - 「5世紀の日韓関係－倭の五王と高句麗・百済－」
  - 盧重国 - 「5世紀の韓日関係史－『宋書』倭国伝の検討－」
  - 佐藤信 - 「6世紀の倭と朝鮮半島諸国」
  - 金鉉球 - 「6世紀の韓日関係－交流のシステムを中心に－」

- 第2分科（中近世）
  - 田代和生他 - 「偽使」
  - 六反田豊他 - 「文禄・慶長の役（壬辰倭乱）」
  - 吉田光男他 - 「朝鮮通信使（中世編）（近世編）」
  - 伊藤幸司 - 「日朝関係における偽使の時代」
  - 橋本雄 - 「朝鮮国王使と室町幕府」
  - 米谷均 - 「朝鮮侵略前夜の日本情報」
  - 六反田豊 - 「文禄・慶長の役（壬辰倭乱）開戦初期における朝鮮側の軍糧調達とその輸送」
  - 吉田光男 - 「日本における韓国中近世史研究教育基盤―大学・学界・研究工具―」
  - 田代和生 - 「朝鮮国書・書契の原本データ」
  - 韓文鍾 - 「偽使研究の現況と課題」
  - 朴晢晄 - 「壬辰倭乱（文禄・慶長の役）研究の現況と課題」
  - 張舜順 - 「通信使研究の現況と課題」韓文鍾「朝鮮前期の倭人統制策と通交違反者の処理」
  - 韓文鍾 - 「朝鮮前期の倭人統制策と通交違反者の処理」
  - 鄭求福 - 「壬辰倭乱の歴史的意味－壬辰倭乱に対する韓・日両国の歴史認識－」
  - 洪性徳 - 「朝鮮後期における対日外交使行と倭学訳官」
  - 孫承喆 - 「中・近世の韓日関係史に関する認識の共通点と相違点」
  - 趙珖 - 「通信使に関する韓国学界の研究成果と争点事項」

- 第3分科（近現代） 
  - 坂元茂樹 - 「日韓間の諸条約の問題―国際法学の観点から」
  - 鄭昌烈 - 「乙巳条約・韓国併合条約の有・無効論と歴史認識」
  - 李相燦 - 「（補論）1900年代初、韓日間諸条約の不成立再論」
  - 原田環 - 「東アジアの国際関係とその近代化―朝鮮と越南―」
  - 張寅性 - 「近代東アジア国際秩序と近代化」
  - 佐々木揚 - 「露朝関係と日清戦争」
  - 趙明哲 - 「20世紀初日本の大陸政策と韓国問題」
  - 森山茂徳 - 「植民地統治と朝鮮人の対応」
  - 徐仲錫 - 「日帝の朝鮮強占と韓国の独立運動」
  - 木村健二 - 「日中戦争前後の朝鮮における「科学的経営法」の導入」
  - 井上和枝 - 「韓国「新女性」と「近代」の出会い」
  - 林廣茂 - 「京城の五大百貨店の隆盛と、それを支えた大衆消費社会の検証―主として昭和初期から同15年前後まで―」
  - 全遇容 - 「植民地都市イメージと文化現象―1920年代の京城―」
  - 堀和生 - 「日本資本主義と植民地経済―貿易面から見た特質」
  - 許粹烈 - 「日帝下朝鮮経済の発展と朝鮮人経済」
  - 木村幹 - 「総力戦体制期の朝鮮半島に関する一考察―人的動員を中心にして―」
  - 鄭在貞 - 「日帝下朝鮮における国家総力戦体制と朝鮮人の生活―「皇国臣民の錬成」を中心に―」
  - 戸部良一 - 「朝鮮駐屯日本軍の実像：治安・防衛・帝国」
  - 姜昌一 - 「朝鮮侵略と支配の物理的基盤としての朝鮮軍」
  - 倉田秀也 - 「日米韓安保提携の起源―「韓国条項」前史の解釈的再検討―」
  - 塚本孝 - 「（補論）日韓基本関係条約をめぐる論議」
  - 兪炳勇 - 「韓日協定と韓日関係の改善の方向」
  - 柳町功 - 「戦後日韓経済関係の形成における両国財界人の役割」
  - 丁振聲 - 「1950年代の韓日経済関係―韓日貿易を中心に―」
  - 小此木政夫 - 「戦後日朝関係の展開―解釈的な検討―」
  - 都珍淳 - 「東北アジアにおける脱冷戦の環（リング）、朝日国交正常化交渉の歴史と限界」
  - 金聖甫 - 「（補論）戦後の東北アジア秩序と朝日関係」
  - 永島広紀 - 「日本における近現代日韓関係史研究」
  - 李萬烈 - 「近現代韓日関係研究史―日本人の韓国史研究を中心に―」
  - 古田博司 - 「「相互認識」　東アジア・イデオロギーと日本のアジア主義」
  - 金度亨 - 「開港後近代改革論の動向と日本認識」

## 第2回報告書
- 第1分科（古代）
  - 濱田耕策 - 「古代日韓関係の成立―地域間の交流から古代国家の関係へ―」
  - 趙法鍾 - 「古代韓日関係の成立―弥生文化の主体問題についての検討―」
  - 森公章・濱田耕策 - 「古代王権の成長と日韓関係―4～6世紀―」
  - 金泰植 - 「古代王権の成長と韓日関係―任那問題を含んで―」
  - 坂上康俊・森公章 - 「古代東アジア国際秩序の再編と日韓関係―7～9世紀―」
  - 盧泰敦 - 「古代東アジア国際秩序の再編と韓日関係―7～9世紀―」

- 第2分科（中近世）
  - 佐伯弘次 - 「14-15世紀東アジアの海域世界と日韓関係」
  - 孫承喆 - 「14-15世紀東アジア海域世界と韓日関係―倭寇の構成問題を含む―」
  - 桑野栄治 - 「東アジア世界と文禄・慶長の役―朝鮮・琉球・日本における対明外交儀礼の観点から―」
  - 李啓煌 - 「韓国と日本学界の壬辰倭乱原因論について」
  - 須川英徳 - 「17-18世紀の東アジア世界と日韓関係―グローバル・ヒストリーとの接続―」
  - 韓明基 - 「17-18世紀の東アジア世界と韓日関係―倭館問題をめぐる対日認識を中心に―」
  - 森平雅彦 - 「10世紀～13世紀前半における日麗関係史の諸問題―日本語による研究成果を中心に―」
  - 李在範 - 「高麗前期韓日関係史研究現況」
  - 中田稔 - 「日本における倭寇研究の学説史的検討」
  - 金普漢 - 「韓国内の倭寇研究の学術史的検討」
  - 荒木和憲 - 「16世紀日朝交流史研究の学説史的検討」
  - 韓文鍾 - 「朝鮮前期韓日関係史研究の現況と課題―2000年～2007年の研究成果を中心に―」
  - 中野等 - 「文禄・慶長の役研究の学説史的検討」
  - 盧永九 - 「壬辰倭乱の学説史的検討―韓国の研究を中心に―」
  - 山口華代 - 「日本における倭館研究の動向」
  - 佐伯弘次・須川英徳・桑野栄治編 - 「中世・近世日韓関係史料解題集」
  - 孫承喆・金剛一・李相薫 - 「中・近世韓日関係史料解題集」

- 第3分科（近現代）
  - 原田環 - 「大韓国国制と第二次日韓協約反対運動―大韓帝国の国のあり方―」
  - 朱鎭五 - 「19世紀末朝鮮の自主と独立」
  - 月脚達彦 - 「近代朝鮮における国民国家創出と立憲君主制論」
  - 趙誠倫 - 「開港初期ソウル地域民衆の近代的国民意識形成過程と反日意識」
  - 岡本真希子 - 「朝鮮総督府官僚の民族構成に関する基礎的研究―民族問題と民族格差の内包―」
  - 柳承烈 - 「日帝下朝鮮統治勢力の支配イデオロギー操作と強制」
  - 山田寛人 - 「植民地朝鮮における近代化と日本語教育」
  - 鄭泰憲 - 「植民地資本主義の実体と歴史的性格」
  - 有馬学 - 「1930～40年代の日本における文化表象の中の＜朝鮮人＞―映像史料を手がかりとして―」
  - 鄭惠瓊 - 「送出過程を中心に見た戦時体制期朝鮮人の国外労務動員の性格」
  - 吉岡英美 - 「日韓経済関係の新展開―2000年代の構造変化を中心に―」
  - 許英蘭 - 「解放以後植民地法律の整理と脱植民化―「旧法令」整理事業と市場関係法令の改編を中心に―」
  - 木宮正史 - 「日韓国交正常化交渉における請求権問題再考」
  - 李碩祐 - 「連合国最高司令部、サンフランシスコ平和条約、そして韓日外交関係の構築」
  - 山中千恵 - 「「たかがマンガ」を通して見える日韓社会とは」
  - 李盛煥 - 「植民地の記憶と日本大衆文化の流入、そして韓日関係」
  - 大西裕 - 「帝国の形成・解体と住民管理」
  - 河棕文 - 「日本本土居住の朝鮮人の生活と「動員」」
  - 春木育美 - 「近代日本と朝鮮の良妻賢母主義」
  - 梁鉉娥 - 「植民地時期韓国家族法から見た家父長制の国家制度化と「慣習」問題」

- 教科書小グループ
  - 山内昌之・古田博司 - 「近代日本における東アジア共通文化論の軌跡―アジア主義と世界史教科書―」
  - 鄭在貞 - 「韓国と日本の歴史教科書に描かれた近代の肖像―「15年戦争」と「植民地朝鮮」―」
  - 鄭鎭星 - 「韓日近代史叙述のジェンダー偏向性の比較研究」
  - 山室建德 - 「教科書編纂から見た歴史教育　日本の国定教科書と戦後検定教科書の場合」
  - 永島広紀 - 「朝鮮総督府学務局による歴史教科書編纂と「国史／朝鮮史」教育―小田省吾から中村栄孝、そして申奭鎬へ―」
  - 井手弘人・福嶋寛之・石田雅春 - 「戦後の日韓における教科書問題をめぐる教育政策・教育学の諸相」
  - 李讚熙 - 「韓日歴史教科書の編纂制度の変遷」
  - 辛珠柏 - 「韓日歴史教科書問題の史的展開（1945年～現在）―1982年と2001年の展開様相を中心に―」
  - 太田秀春 - 「前近代の日韓関係と対外戦争―「朝鮮の役」の諸問題―」
  - 玄明喆 - 「日本の歴史教科書に表れた戦争観」
  - 木村幹 - 「日韓両国における歴史観と近代、そして近代的法秩序」
  - 金度亨 - 「韓日歴史教科書の「近代韓日関係と条約」の叙述」
  - 重村智計・飯村友紀 - 「日韓相互Orientalismの克服―現代史の記述ぶり分析―」
  - 辛珠柏 - 「韓日の中学校歴史教科書に記述された現代・現代史叙述の変化（1945年～現在）」
  - 井上直樹 - 「韓国・日本の歴史教科書の古代史記述―問題点とその変遷―」
  - 延敏洙 - 「日本歴史教科書の古代史叙述体系と民族・天皇問題」